# Тіптон (Міссурі)
Тіптон (англ. Tipton) — місто (англ. city) в США, в окрузі Моніто штату Міссурі. Населення — 2920 осіб (2020).

## Географія
Тіптон розташований за координатами 38°39′18″ пн. ш. 92°46′53″ зх. д. / 38.65500° пн. ш. 92.78139° зх. д. (38.655059, -92.781266).  За даними Бюро перепису населення США в 2010 році місто мало площу 5,46 км², з яких 5,41 км² — суходіл та 0,05 км² — водойми.

## Демографія
Згідно з переписом 2010 року, у місті мешкали 3262 особи в 876 домогосподарствах у складі 558 родин. Густота населення становила 597 осіб/км².  Було 999 помешкань (183/км²).
Расовий склад населення:
| - 82,0 % — білих - 16,0 % — чорних або афроамериканців - 0,5 % — азіатів - 0,4 % — корінних американців |

До двох чи більше рас належало 0,9 %. Частка іспаномовних становила 1,3 % від усіх жителів.
За віковим діапазоном населення розподілялося таким чином: 16,4 % — особи молодші 18 років, 71,0 % — особи у віці 18—64 років, 12,6 % — особи у віці 65 років та старші. Медіана віку мешканця становила 38,4 року. На 100 осіб жіночої статі у місті припадало 186,9 чоловіків;  на 100 жінок у віці від 18 років та старших — 217,9 чоловіків також старших 18 років.
Середній дохід на одне домашнє господарство  становив 52 314 долари США (медіана — 47 981), а середній дохід на одну сім'ю — 62 080 доларів (медіана — 52 448). Медіана доходів становила 36 167 доларів для чоловіків та 30 125 доларів для жінок. За межею бідності перебувало 14,3 % осіб, у тому числі 17,6 % дітей у віці до 18 років та 16,0 % осіб у віці 65 років та старших.
Цивільне працевлаштоване населення становило 1046 осіб. Основні галузі зайнятості: освіта, охорона здоров'я та соціальна допомога — 24,1 %, виробництво — 16,4 %, роздрібна торгівля — 16,1 %.